# Bella Martens
Bella Wilhelmine Henriette Adele Martens (* 3. Februar 1891 in Altona; † 31. Dezember 1959 in Hamburg) war eine deutsche Kunsthistorikerin.

## Leben und Wirken
Bella Martens war die Tochter des Handlungsreisenden Hinrich Friedrich Martens und dessen Ehefrau Anna Anneka Franziska, geborene Jörgensen. Die Familie lebte in der Kleinen Gärtnerstraße 81p in. Bella Martens schien für einen höheren Frauenberuf vorgesehen zu sein. Sie legte 1914 ein Examen als Zeichenlehrerin ab, arbeitete anschließend ohne Besoldung als Hilfskraft in der Hamburger Kunsthalle und holte ihr Abitur nach. Von 1919 bis 1926 studierte sie Kunstgeschichte an der Universität Hamburg. Während des Studiums mit den Nebenfächern Historische Hilfswissenschaften und Klassische Archäologie hörte sie bei Gustav Pauli, der seit 1914 Direktor der Kunsthalle war, Fritz Saxl, Ernst Cassirer und insbesondere Erwin Panofsky.
Während des Studiums bezeichnete man Martens bereits 1922 inoffiziell als erste Assistentin Paulis, der von 1924 bis 1927 in drei Ausgaben Zeichnungen Alter Meister des Kunstkabinetts veröffentlicht. Martens beteiligte sich durch Recherchen an diesen sogenannten Prestel-Mappen, ohne jedoch genannt zu werden. Sie unterstützte Erwin Panofsky, mit dem sie befreundet war, bei dessen Buchprojekten und organisierte den Austausch der Bibliotheken der Kunsthalle, des Kunstgeschichtlichen Seminars sowie mit Gertrud Bing, die an der Kulturwissenschaftlichen Bibliothek Warburg tätig war.
Im Februar 1926 promovierte Martens bei Panofsky über Meister Francke. Ihre Arbeit war umfangreicher und bedeutender als bei Dissertationen üblich. Mit Zustimmung von Aby Warburg und unterstützt durch die Hamburgische Wissenschaftliche Stiftung erschien die Schrift 1929 als Monografie in zwei Bänden. Das Werk, welches Rezensenten sowohl für die Forschungsergebnisse als auch für die streng wissenschaftliche Haltung der Autorin lobten wurde, gilt bis heute als Standardwerk. Martens war mit dieser Schrift gleichzeitig ausgewiesene Kunsthistorikerin und offizielle Leiterin des Kupferstichkabinetts sowie der Bibliothek der Kunsthalle. Gustav Paulis brieflichen Aussagen ist zu entnehmen, dass Martens schon zuvor für die 1928 fertiggestellte überarbeitete Ordnung und öffentliche Nutzbarkeit der Graphischen Sammlung sowie der aus einem Altbau umgezogenen Bibliothek verantwortlich war.
1930 verhinderte Bella Martens erfolgreich den von der dortigen Behörde angestrebten Verkauf des Kupferstichkabinetts des Schweriner Kunstmuseums. Trotz restriktiven Kürzungen von Finanzmitteln versuchte Gustav Pauli, Bella Martens einen Beamtenstatus zu verschaffen. Er begründete dies mit Umfang und Bedeutung der Tätigkeiten Martens in der „wissenschaftlichen Zentrale“ der Kunsthalle. Paulis Bemühungen blieben erfolglos. Einen Monat nachdem Pauli als Museumsdirektors entlassen worden war, wurde auch Martens zum 1. November 1933 gekündigt. Gründe hierfür waren angebliche organisatorische Veränderungen sowie die indische Herkunft der Mutter von Bella Martens, aufgrund derer die Historikerin gemäß amtlicher Einstufung als nichtarisch galt. In der Folgezeit erlitt Martens einen völligen Zusammenbruch mit wiederholten Krankheitsphasen. Sie reichte nachträglich eine notarielle Bescheinigung über ihr Ariertum ein, was jedoch ohne Folgen blieb.
Nach dem Ende des Zweiten Weltkriegs erkannte der Senat Martens im Oktober 1945 ein besonderes Anrecht auf Wiedergutmachung zu. Da ihre vorherige Stelle bereits mit einem Beamten auf Lebenszeit besetzt war, der Museumsdirektor Carl Georg Heise andere Schwerpunkte setzten wollte und sie keine anderweitige Unterstützung im Museum erreichen konnte, stellte Martens im März 1952 einen Antrag auf Wiedergutmachung in Form der Versetzung in den Ruhestand. Ende 1952 lehnte Martens eine „Einweisung“ in das Museum für Kunst und Gewerbe ab. Hier sollte sie die Sammlung von Ornamentenstichen bearbeiten, was die Historikerin jedoch als unangemessen zurückwies.
Seit Anfang der 1930er Jahre lebte Bella Martens am Klosterstieg 11. Sie starb am 31. Dezember 1959 in einem Krankenhaus in Hamburg an Lungenkrebs.

## Werke
Neben den Monografien zu Meister Francke erstellte Bella Martens in späteren Jahren private Studien zu Aspekten der Philosophie und der Mathematik. Informationen hierzu sowie zur Freundschaft der Historikerin mit Magdalene Pauli geben Briefwechsel mit Erwin und Dora Panofsky.